# Transportul feroviar în România

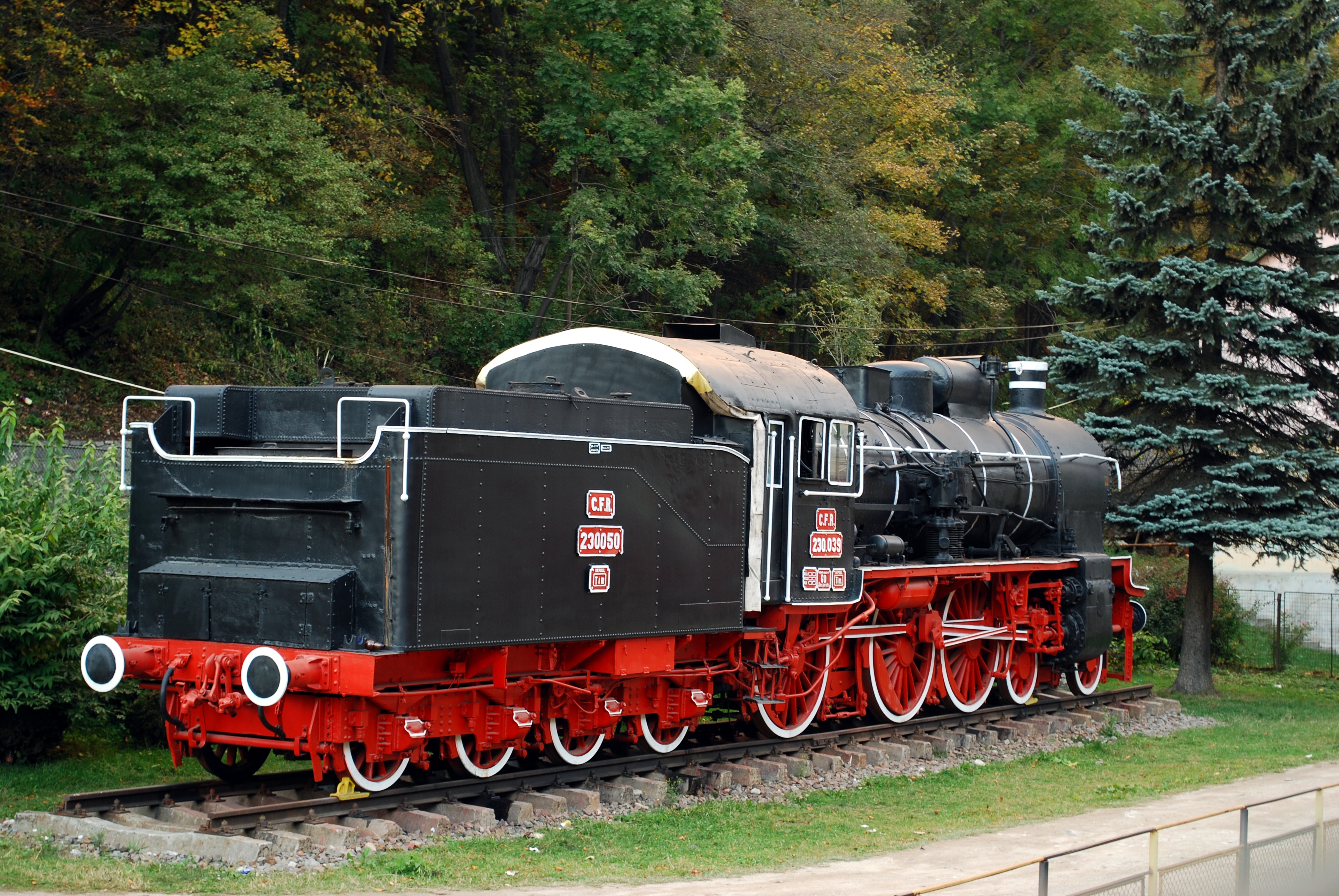
Locomotiva cu aburi CFR nr. 230039 expusă în gara Sinaia. Locomotivele din seria 230 erau destinate trenurilor de călători

Transporul feroviar din România are o infrastructură în lungime totală de 22,298 km.

## Istoric
Cea mai veche linie de cale ferată de pe actualul teritoriu românesc a fost calea ferată Oravița-Baziaș, construită în perioada 1846-1854 pe traseul Oravița - Răcăjdie - Iam - Bela - Crkva (Biserica Albă) - Baziaș, cu o lungime de 62,5 km. Pe actualul teritoriu românesc prima linie a fost deschisă pe 20 august 1854 și făcea legătura între Oravița (în Banat) și Baziaș, un port la Dunăre. Linia a fost folosită inițial doar pentru transportul cărbunelui din mina Anina la Dunăre. De la 12 ianuarie 1855 linia a fost administrată de Căile Ferate Austriece (k. k. privilegierte österreichische Staatseisenbahn-Gesellschaft), Banatul fiind în acel timp parte a Imperiului Austriac. După diverse îmbunătățiri tehnice la linie în următoarele luni, relația Oravița - Baziaș a fost deschisă pentru traficul de pasageri la 1 noiembrie 1856.
O a doua linie pe actualul teritoriu românesc a fost construită în perioada 1858 - 1860 de către compania engleză Barkley-Stanisforth pe distanța Cernavodă port - Constanța, cu o lungime de 63 km (în Imperiul Otoman). Această linie scurta muta legătura dintre Marea Neagră și Valea Dunării. Potrivit firmanului dat de către sultan dreptul de administrare al acestei linii era dat constructorului pe o perioadă de 99 de ani, dar statul român a răscumpărat acest drept după Războiul Ruso-Turc (1877-1878). 
În 1860, venind în fruntea guvernului, Mihail Kogălniceanu pune problema căilor ferate, spunând că dacă se va construi o cale ferată în Țara Românească, curând și Moldova ar putea face același lucru „adresându-se țării-soră de peste Milcov unde va găsi specialiști și ateliere”. Mihail Kogălniceanu încerca în acest fel să atenueze rivalitățile dintre cele două principate care puteau duce la jignirea Moldovei și despărțirea acesteia de Țara Românească.
În septembrie 1865 Alexandru Ioan Cuza a încredințat companiei engleze Barkley-Stanisforth construirea liniei ferate București-Filaret-Giurgiu (fiind calea cea mai scurtă care lega capitala țării cu Dunărea și astfel cu restul lumii). Lungimea liniei avea 70 km, la un preț de construcție de 196,500 franci pe kilometru. La 19/31 octombrie 1869 regele Carol I al României face inaugurarea acestei linii de cale ferată. Trenul, considerat a opta minune a lumii și tras de locomotiva „Mihai Bravul” era condus de către constructorul liniei, John Trevor Barkley. Linia avea să fie prelungită în 1870 cu încă 2,6 km de la Giurgiu până la Smârda, această porțiune fiind construită în regie de către statul român.
În septembrie 1866 Parlamentul României a aprobat construcția unei linii de 915 km, de la Vârciorova în sud până la Roman în nord, trecând prin Pitești, București, Buzău, Brăila, Galați și Tecuci, toate orașe importante la acea vreme. Costul construcției era la acel timp de 270.000 de franci de aur pe kilometru și construcția a fost încredințată consorțiului german Strousberg. Linia a fost deschisă în mai multe faze - prima parte, Pitești - București - Galați - Roman, a fost deschisă la 13 septembrie 1872, iar partea Varciorova - Pitești pe 9 mai 1878. Linia Vârciorova - Roman a fost o parte importantă a infrastructurii feroviare române deoarece a făcut legătura între extremitățile regatului, fiind o conexiune importantă pentru călători și marfă între orașe importante ale Țării Românești și ale Moldovei.
În Transilvania, în 1867 existau trei linii de cale ferată care aveau o lungime totală de 332 km, în perioada 1867-1873 s-au dat în folosință alte șase linii noi cu o lungime de 910 km, pătrunzându-se în direcția Turnu Severin.
La 10 septembrie 1868 a fost finalizată Gara de Nord din București. În ianuarie 1880 Parlamentul României a votat pentru transferul liniei Vârciorova - Roman din administrarea privată a consorțiului Strousberg la administrarea națională, guvernul formând instituția Căilor Ferate Române, care a continuat să existe până în prezent.
Prima linie electrificată de pe teritoriul actual al României, destinată transportului de călători, a fost Calea ferată îngustă Arad-Podgoria, în anul 1913. Până în anul 1965 aceasta a fost singura cale ferată electrificată din rețeaua CFR.

## Facilități tarifare pentru studenți și elevi
În România, studenții înmatriculați la forma de învățământ cu frecvență în instituțiile superioare acreditate beneficiază de reduceri semnificative pentru transportul feroviar.  Potrivit legislației în vigoare și prevederilor aplicabile în anul universitar 2024–2025, aceștia beneficiază de o reducere de 90% la biletele pentru trenurile de clasa a II-a, pe rutele interne, precum și la abonamentele lunare emise de operatorii feroviari de stat și privați

## Operatori
- Căile Ferate Române
- DB Cargo România
- Regiotrans
- Grup Feroviar Român
- Servtrans
- Transferoviar Grup
- Unifertrans
- Softrans